# Au Derby
Au Derby (voorheen Au Daringman en Ballon du Centre) is een café in het centrum van Brussel, gelegen aan de Vlaamsesteenweg 37. De zaak werd gedurende bijna een kwarteeuw uitgebaat onder de naam Au Daringman en groeide uit tot een cultcafé dat geliefd was bij kunstenaars, buurtbewoners en Brusselse Nederlandstaligen.

## Naam
Het café droeg doorheen de jaren meerdere namen: Ballon du Centre (1946–1947), Au Daringman (vanaf 1954). De naam Au Daringman verwees oorspronkelijk naar de boksclub van uitbater Jean Wets, maar werd later vaak geassocieerd met Royal Daring Club de Bruxelles.
Toen het cafe werd overgenomen door Martine Peeters en haar toenmalige partner Paul stond het café in de volksmond ook bekend als bij Martine, chez Martine of Le café rouge.
Bij de overname in 2024 kon deze beschermde naam niet behouden blijven; de nieuwe uitbaters kozen voor Au Derby, een knipoog naar de Zwanzederby tussen RWDM en Union.

## Geschiedenis
In juli 1939 diende eigenaar Paul Veldekens een bouwaanvraag in bij de stad Brussel voor de bouw van een opbrengsteigendom van drie verdiepingen naar ontwerp van architect Jean T'Sas. De aanvraag bleef zonder gevolg.
Twee jaar later volgde een hernieuwde bouwaanvraag, ditmaal voor een opbrengsteigendom van vier bouwlagen. Hiervoor moest een bestaand hoekgebouw wijken: een trapgevelwoning met twee bouwlagen onder een lessenaarsdak en een winkelpui op de gelijkvloerse verdieping, op dat moment in gebruik door beenhouwer J. Ghoos. Architect T'Sas motiveerde de afbraak door te verwijzen naar de bouwvallige staat van het gebouw en verantwoordde de voorgestelde bouwhoogte door te verwijzen naar gelijkaardige gebouwen in de nabije omgeving. Op de originele bouwplannen werd op de gelijkvloerse verdieping een chemiserie voorgesteld, met een vitrine die licht afweek van de huidige. Het is echter niet duidelijk of deze winkel ooit gerealiseerd werd.
In de stadsalmanakken van 1946–1947 werd het pand vermeld als Ballon du Centre, een café. In 1954 kreeg de zaak een nieuwe naam: Au Daringman, uitgebaat door Jean Wets. In tegenstelling tot wat de naam doet vermoeden, verwees deze niet naar de voetbalclub Royal Daring Club de Bruxelles, maar naar een boksclub waarmee de uitbater verbonden was.
In 2000 het café overgenomen door Martine Peeters en haar toenmalige partner Paul. Volgens Peeters was het cliënteel voordien vooral oude racistische mannen die tegen twee uur 's middags zo dronken waren dat het café naar pis stonk en moest sluiten. Peeters was er al eens binnengestapt en had eigenlijk niet zo een aangename ervaring, maar het interieur had volgens haar wel potentieel. Het werd dan al snel 'bij Martine en Paul'. Buiten dagenlang grondig poetsen heeft ze aan het interieur niets veranderd, behalve de toiletten en de keuken. Dat bleef gedurende 24 jaar hetzelfde met de kenmerkende Stella Artois-reclame.
Het café groeide uit tot een ontmoetingsplaats waar verdraagzaamheid centraal stond en iedereen welkom was. Peeters creëerde een unieke sfeer, waarbij stamgasten lief en leed deelden en een culturele elite vaak langs kwam voor een drankje. Deze bijzondere sfeer werd door de krant The Guardian zelfs erkend met een nominatie in een lijst van de beste bars ter wereld.
In 2024 besloot Peeters geen nieuw brouwerijcontract aan te gaan en sloot het café aan het einde van dat jaar. Kort daarvoor werd het pand verkocht aan Horeca Logistics Services (HLS), een onderneming van de familie Haelterman.
Als reactie op de sluiting van Au Daringman nam de Brusselse regering het initiatief om het te beschermen als monument. De bescherming werd gemotiveerd door de waarde van het café als voorbeeld van de rijke cafécultuur van Brussel. Het interieur is ontworpen in artdecostijl, waarbij gebruik werd gemaakt van materialen zoals triplex en kunstleer, die destijds schaars waren. De bescherming maakt deel uit van een breder initiatief om opmerkelijke café-interieurs in Brussel te behouden, samen met andere cafés zoals l’Espérance, l’Archiduc, Café Métropole, Le Cirio, La Ruche, Brasserie Verschueren en Le Falstaff. Ondanks een negatief advies van de Koninklijke Commissie voor Monumenten en Landschappen werd het pand op 22 februari 2024 alsnog als monument erkend.
Op 30 april 2025 werd de zaak heropend onder de nieuwe naam Au Derby, met nieuwe uitbaters.

## Beschrijving
Het etablissement is gelegen op de hoek van de Vlaamsesteenweg 37 en de Zeehondstraat. Het pand is opgetrokken in art-decostijl met een gevel van rode baksteen en similisteen, en heeft vier bouwlagen. De gelijkvloerse verdieping bevat een caféruimte met een toog, vaste banken en een steunbalk met een lichtbalk die de naam «Stella Artois» weergeeft.
Cappuyns beschrijft het als een "naoorlogs volkscafé" in de traditie van populaire brasseries, maar kleiner en eenvoudiger. Het interieur, geïnspireerd door art deco, gebruikt goedkope materialen zoals triplexplaten en kunstleder, wat het café een eigentijdse uitstraling gaf. Deze stijl werd later als verouderd beschouwd.